# Lynn Chen
Lynn Chen est une actrice, réalisatrice et scénariste taïwano-américaine, née le 24 décembre 1976  dans le Queens, à New York.

## Biographie
Lynn Chen naît dans le quartier du Queens (New York) de parents ayant émigré depuis Taïwan à la fin des années 1960. Elle grandit ensuite à Cresskill (New Jersey) et évolue dans un environnement familial propice à la musique. En effet, sa mère est chanteuse d'opéra et son père, Fu-Yen, est le président-fondateur de The Kunqu Society, une société d'opéra chinois.
Lynn Chen poursuit par la suite des études des femmes et musicales à l'université Wesleyenne, à Middletown (Connecticut).
En 2001, Lynn Chen commence sa carrière d'actrice à la télévision, en obtenant des rôles secondaires dans plusieurs séries américaines, notamment New York, police judiciaire et New York, unité spéciale.
Quelques années plus tard, elle est l'affiche de Saving Face (2004), son premier long-métrage dans lequel elle interprète Vivian Shing, une danseuse de ballet lesbienne.
Dès lors, Lynn Chen poursuit sa carrière en alternant ses apparitions entre le cinéma et le petit écran, en continuant notamment d'incarner des rôles secondaires pour de nombreuses séries télévisées telles que New York, cour de justice, Numb3rs, NCIS : Los Angeles, l'épisode pilote de Fear the Walking Dead ou encore Shameless. De 2021 à 2022, elle occupe également le rôle récurrent du docteur Michelle Lin dans la dix-huitième saison de Grey's Anatomy.
Au-delà de sa carrière d'actrice, Lynn Chen prête également sa voix pour des séries d'animations, notamment pour Big Mouth (2020) ainsi que pour le jeu vidéo Call of Duty: Black Ops III (2015) et sa suite Call of Duty: Black Ops IV (2018) dans lesquels elle assure la voix du personnage de Goh Xiulan,.

## Filmographie

### Actrice

#### Cinéma

##### Courts métrages
- 2002 : Up to the Roof de Hunter Hicks : DJ Night 1
- 2002 : Fortune d'Eric Lin : Jen
- 2005 : Fly Me Home de Christopher Yahng
- 2006 : Desperate Horsewife de Paul Lazarus : la gynécologue
- 2011 : Via Text d'Abe Forman-Greenwald
- 2013 : Abby White, Interracial Relationship Counselor de Doan La : Linda
- 2014 : Teacher in a Box de Tanuj Chopra : Madame Malloy
- 2014 : Sutures de Tiffanie Hsu : Audrey
- 2016 : Parachute Girls d'Alex Rubens : Ellie
- 2016 : Baby and Me Yoga de Lara Everly : Dana
- 2017 : Growing Apart d'Eitan Loewenstein : Loa
- 2017 : Flavors of Us de Jim Morrison IV
- 2020 : Pieces de Dylan Boom
- 2020 : Jus Soli de Kevin Duncan Wong : Lisa
- 2021 : Till Dawn de Juan Gil : Dr. Li
- 2023 : Coming de Matthew Tyler : V

##### Longs métrages
- 2004 : Saving Face d'Alice Wu : Vivian Shing
- 2005 : Little Manhattan de Mark Levin : la fille dans la rue
- 2006 : Mentor de David Langlitz : Susan
- 2007 : I'm Through with White Girls de Jennifer Sharp : Candace
- 2007 : X's & O's de Kedar Korde : Gwen
- 2008 : Harcelés (Lakeview Terrace) de Neil LaBute : Eden
- 2009 : Why Am I Doing This? de Tom Huang : Katie
- 2009 : White on Rice de Dave Boyle : Ramona
- 2011 : Surrogate Valentine de Dave Boyle : Rachel
- 2012 : Daylight Savings de Dave Boyle : Rachel
- 2012 : Yes, We're Open de Richard Wong : Sylvia
- 2012 : The People I've Slept With de Quentin Lee : Juliet
- 2016 : Chee and T de Tanuj Chopra : Lindo Chong
- 2016 : Dying to Kill de Raymond C. Lai : Tracy
- 2017 : Rice on White de Talun Hsu : Linda
- 2019 : Go Back to China d'Emily Ting : Carol Li
- 2020 : I Will Make You Mine d'elle-même : Rachel
- 2020 : A Shot Through the Wall d'Aimee Long : Grace Tan
- 2020 : Paper Tiger de Paul Kowalski : Madame Li
- 2021 : Pooling to Paradise de Roxy Shih
- 2021 : See You Then de Mari Walker : Naomi Liu

#### Télévision

##### Séries télévisées
- 2001 : New York, police judiciaire : Jenny Wu (saison 11, épisode 12 : Teenage Wasteland)
- 2001 : New York, unité spéciale : Helen Chen (saison 3, épisode 8 : Inheritance)
- 2002 : Saturday Night Live : la fille vietnamienne (saison 27, épisode 14 : Jon Stewart/India.Arie)
- 2003 : La Force du destin (All My Children) : Regina (saison 1, 5 épisodes)
- 2005 : New York, cour de justice : Lin, l'assistante de Kressel (saison 1, épisode 1 : The Abominable Showman)
- 2005 : Numb3rs : Bree Eng (saison 2, épisode 6 : Soft Target)
- 2007 : The Single Tables : Lexi Park (saison 1, épisodes 1 et 5)
- 2010 : NCIS : Los Angeles : l'infirmière Lisa (saison 2, épisode 7 : Anonymous)
- 2012 : Slanted : Samantha (saison 1, épisode 5 : Paying Your Dues)
- 2012-2013 : Nice Girls Crew : Sophie (saisons 1 et 2, 10 épisodes)
- 2014 : Silicon Valley : Grace Melcher (saison 1, épisode 7 : Proof of Concept)
- 2015 : Fear the Walking Dead : une infirmière (saison 1, épisode 1 : Pilote)
- 2015 : The Lees of Los Angeles : Peggy Lee (saison 1, épisode 1)
- 2016 : Caring : Vicky
- 2018 : Growing Nowhere : Lynn (saison 1, 3 épisodes)
- 2018 : The Affair : Madame Wong (saison 4, épisodes 3 et 6)
- 2019 : SEAL Team : Patty Watson (saison 2, épisode 22 : Never Out of the Fight)
- 2019 : Shameless : Mimi (saison 10, épisodes 3 et 4)
- 2020 : Nico Nickel le camion poubelle (Trash Truck) : Dr. Goh (saison 1, épisodes 5 et 9)
- 2020 : Big Mouth (saison 4, épisode 4 : Cafeteria Girls)
- 2021 : Launchpad : Ann (saison 1, épisode 6 : The Little Prince(ss))
- 2021-2022 : Grey's Anatomy : Dr. Michelle Lin (saison 18, 5 épisodes)
- 2024 : High Potential : Nina (saison 1, épisode 6 : Hangover)
- 2025 : Girl at a Bar : Brenda (saison 1, épisodes 3 et 5)

##### Téléfilms
- 2016 : Parker and the Crew de Viet Nguyen : la mère de Parker
- 2018 : Meurtres sous surveillance (Neighborwood Watch) de Jake Helgren : Janet Chung
- 2020 : Au coeur de la vengeance (Heart to Heart) de Roxy Shih : Bethany

### Réalisatrice
- 2015 : Lynn Chen Bites: Taiwan (vidéo)
- 2020 : I Will Make You Mine
- 2023 : Stage Kids (court-métrage)

### Scénariste
- 2011 : Via Text d'Abe Forman-Greenwald (court-métrage)
- 2020 : I Will Make You Mine
- 2023 : Stage Kids (court-métrage)